# Eritrejski nacionalni muzej
Eritrejski nacionalni muzej je muzej u Eritreji osnovan 1992. godine u zgradi bivše guvernerove palače u gradu Asmeri. Na sadašnju lokaciju je premješten 1997. godine.
Cilj nacionalnog muzeja u Eritreji je promidžba povijesti države, u samoj zemlji i u inozemstvu. Nacionalni muzej je zadužen za istraživanje novih arheolških nalazišta i mjesta koje je vlada predložila za uvrštenje u popis svjetske baštine: Adulis, Dahlak Kebir, Matara, Nakfa i Qohaito.